# Donald Holmquest
Donald Lee Holmquest, född 7 april 1939 i Dallas, Texas, är en amerikansk astronaut som togs ut i astronautgrupp 6 den 4 augusti 1967. Holmquests farföräldrar var invandrare från Sverige, medan hans mors sida har tyskt påbrå.